# Mut'a
Pour les articles homonymes, voir Muta.
 (mai 2009).
Si vous disposez d'ouvrages ou d'articles de référence ou si vous connaissez des sites web de qualité traitant du thème abordé ici, merci de compléter l'article en donnant les références utiles à sa vérifiabilité et en les liant à la section « Notes et références ».
Le  mut'a, mariage temporaire (en arabe : زواج المؤقت, zawādj al-mu’aqat) ou mariage de plaisir (نكاح المتعة, nik'ah al-mut'a) est un mariage contracté pour une durée déterminée convenue entre les époux. Ce mariage ne peut se faire que sous certaines conditions. Cette institution préislamique est toujours reconnue par les  chiites, sous le nom de sigheh (persan : صیغه). Bien que le sunnisme le condamne, il est régulièrement pratiqué dans ses aires d'influence.

## Origines
Les mariages temporaires semblent être une institution pré-islamique connue en Arabie, conçue pour les hommes en déplacement loin de chez eux.
Le mariage temporaire est cité dans le Coran, sans être condamné, dans la sourate 4 verset 24: « À part cela, il vous est permis de les rechercher, en vous servant de vos biens et en concluant mariage, non en débauchés. Puis, de même que vous jouissez d’elles, donnez-leur leur mahr, comme une chose due. Il n’y a aucun péché contre vous à ce que vous concluiez un accord quelconque entre vous après la fixation du mahr. Car Dieu est, certes, Omniscient et Sage. »,.
Selon al-Tabari, certains compagnons de Mahomet comme Ubayy b. Kaʿb considèrent que le texte coranique parle de mariage temporaire. Le mariage temporaire aurait été largement pratiqué par les contemporains et Mahomet lui-même. Selon des traditions rapportées par Muslim, ce type de mariage aurait été interdit par Umar. D'autres traditions évoquent une interdiction par Mahomet au VIIe siècle, se basant notamment sur le hadith d'al Bukhari, où Ali dit que Mahomet a interdit le mariage temporaire en quittant Khaybar (il a appelé ses troupes à se séparer de leurs femmes sans prendre la dot). Or, deux ans plus tard, Mahomet commande de contracter des mariages de jouissance à la Mecque. Les traditions sont contradictoires sur ce sujet.

## Description
Un tel mariage n'a pas besoin d'être officialisé : il suffit d'un accord oral, qui peut être privé, et par lequel l'homme et la femme se donnent en mariage l'un à l'autre. Le mariage peut être tout de suite consommé. Comme dans le mariage permanent, une dot est généralement donnée par le mari à sa femme, mais elle peut être symbolique. Ainsi, il est possible de se marier de manière temporaire sans jamais présenter son conjoint à sa famille ou ses amis. Il est toutefois recommandable d'officialiser le mariage (que ce soit par un contrat de mariage écrit ou bien devant un tribunal islamique) afin que l'épouse puisse prouver l'existence d'un tel mariage en cas de grossesse. En effet, les enfants nés d'un mariage temporaire ont les mêmes droits que les enfants nés d'un mariage permanent : ils sont reconnus par la loi, doivent être entretenus par leur père et ils héritent des deux parents.[réf. nécessaire]
Le mariage s'achève tout seul, sans annulation, divorce, ou décès, au bout de la durée convenue entre l'homme et la femme. S'ils désirent rester ensemble à la fin de cette période, il leur suffit de renouveler le contrat, pour une autre durée limitée. De cette manière, le mariage temporaire peut permettre à un homme et une femme d'apprendre à se connaître et de vivre ensemble avant de s'engager dans un mariage permanent. Ce genre de contrat permet ainsi aux jeunes gens de sortir en tête-à-tête ou de se tenir la main en public (ce qui est interdit par la loi islamique aux couples non-mariés).[réf. nécessaire]

## Histoire
Appelée « sigheh » en Iran, la pratique des mariages temporaires est autorisée dans l'islam chiite. Elle se répand également en Syrie lors de la guerre civile syrienne, sous l'influence des milices chiites étrangères pro-iraniennes, comme le Hezbollah, qui le pratique aussi au Liban. Bien que la pratique soit officiellement proscrite dans l'islam sunnite et que le terme lui-même soit largement refusé dans le monde sunnite, celui-ci a, dès le IXe siècle, accepté l'idée de mariage temporaire.
De plus en plus d'oulémas sunnites voient dans le mariage temporaire une alternative à la prostitution ou au concubinage des jeunes même si l'usage de se marier temporairement avant un véritable mariage pour tester le couple, pratique se répandant de nos jours, reste condamné.

### En Indonésie
Dans les années 1980, la Thaïlande ayant restreint le tourisme sexuel à la suite de plusieurs scandales, de nombreux Saoudiens et d'autres Moyen-Orientaux se sont reportés sur le mariage temporaire (nikah mutah) en Indonésie, particulièrement dans les montagnes du Puncak au sud de Jakarta et notamment dans la ville de Kota Bunga. La loi indonésienne l'interdit en principe mais la pratique est extrêmement répandue via un réseau d'agents, de célébrants et de recruteurs.

## Comparaison avec le mariage permanent

### Similitudes
En cas de naissance, l'enfant est automatiquement reconnu comme l'enfant légitime des deux époux, et il hérite de ses deux parents. Ceci est cependant relativisé par le fait que, si le mariage n'a pas été préalablement officialisé, le père légitime a de facto la possibilité de ne pas reconnaître son enfant.[réf. nécessaire]

### Différences
Outre la durée, dans le mariage permanent, un homme qui répudie sa femme (par talaq) ne peut pas l'épouser une nouvelle fois (à plus de trois reprises), sauf si elle se remarie avec un autre (avec qui elle doit consommer le mariage) et qu'elle en divorce — ces mesures servent à décourager au maximum les hommes qui envisagent de répudier unilatéralement leurs épouses. En cas de divorce féminin (khall) ou de divorce à l'amiable, ils peuvent se remarier sans que la femme n'en épouse un autre entre-temps. Dans le mariage temporaire aussi, les deux partenaires peuvent tout de suite renouveler le contrat quand il s’achève, sans que la femme n'ait à épouser un autre homme.[réf. nécessaire]
Le mariage temporaire n’obéit pas aux lois de l’héritage dans l’islam, pour les mariés. Ainsi, l’épouse temporaire n’hérite pas de son mari si ce dernier décède, et vice versa. De même, le nombre maximal d'épouses (quatre pour un mariage permanent) peut être dépassé dans le cadre de mariages temporaires.

## Controverses
Cette pratique est souvent considérée comme une couverture pour la promiscuité ou la prostitution. Cette forme de mariage, parfois connu sous le nom de « mariage de plaisir », permet de contourner les interdits liés à l'acte sexuel hors mariage. L'association avec la prostitution est accentué par le fait que le temps de continence après un divorce peut facilement être supprimé dans le cas des mariages temporaires et la femme peut se remarier immédiatement.